# Asato Miyagawa
Asato Miyagawa (宮川 麻都 Miyagawa Asato?), född den 24 februari 1998, är en japansk fotbollsspelare som spelar för Hammarby IF. 
Miyagawa ingick i det japanska lag som vann U17-världsmästerskapet i fotboll för damer 2014. Fyra år senare blev hon världsmästare med Japan igen i och med vinsten i U20-världsmästerskapet 2018.
Miyagawa debuterade i det japanska seniorlandslaget under våren 2019 och blev senare samma år uttagen till VM i Frankrike.
Den 11:e Juli 2024 presenterades Miyagawa som nyförvärv i Hammarby IF.